# Dragomir Zakow
Dragomir Zakow, bułg. Драгомир Заков (ur. 24 lipca 1975 w Sofii) – bułgarski dyplomata i urzędnik państwowy, w latach 2019–2022 stały przedstawiciel Bułgarii przy NATO, w 2022 minister obrony.

## Życiorys
Ukończył liceum francuskojęzyczne w Sofii (1994), a w 1999 uzyskał magisterium z międzynarodowych stosunków gospodarczych na Uniwersytecie Gospodarki Narodowej i Światowej. W 2016 został absolwentem Europejskiego Kolegium Bezpieczeństwa i Obrony. Początkowo pracował w sektorze prywatnym, w 2002 dołączył do bułgarskiego ministerstwa spraw zagranicznych. Był m.in. pierwszym sekretarzem misji dyplomatycznej przy ONZ i innych organizacjach międzynarodowych w Genewie (2011–2014). Później w strukturze ministerstwa pełnił funkcje dyrektora departamentu kontroli zbrojeń i nieproliferacji (2014–2016), dyrektora dyrekcji ds. NATO i bezpieczeństwa w regionie (2016–2017) oraz dyrektora dyrekcji ds. polityki bezpieczeństwa i zastępcy dyrektora politycznego resortu (2017–2019). W 2019 objął stanowisko stałego przedstawiciela Bułgarii przy NATO.
W marcu 2022 dołączył do rządu Kiriła Petkowa, z rekomendacji ugrupowania Kontynuujemy Zmianę zastąpił w nim Stefana Janewa na stanowisku ministra obrony. Urząd ten sprawował do sierpnia tegoż roku.